# نووکوبوو
نووکوبوو (انگلیسی: Novokubovo) یک شهرک در شهرستان ایگلینسکی استان باشقیرستان کشور روسیه است.